# Cultura da República Centro-Africana
A cultura da República Centro-Africana varia muito entre os povos e grupos étnicos. Um importante grupo étnico é composto pelos Bantus, em particular as pessoas comuns do Congo e Camarões, dividido em Myriads de pessoas muito ligadas ao grupo local. Assim, cada "grande" cidade tem o seu povo, seu idioma (próximo de sango) e uma recente história vinculada aos políticos e os seus homens de poder.